# 托克维尔城堡
托克维尔城堡（Château de Tocqueville）位于法国诺曼底大区芒什省的托克维尔。
这里是托克维尔家族的住所，家族名人包括亚历西斯·德·托克维尔。城堡已被列为法国历史遗迹加以保护。

## 历史
托克维尔城堡始建于16世纪，1734年改建。 
1833年，亚历西斯·德·托克维尔爱上了这座家族城堡，这里已有半个世纪无人居住。母亲去世后，由他得到这座城堡，而不是他的哥哥爱德华。自1836年起，他就住在那里。他的妻子负责园林绿化和修复工作。1843年开辟了大道，1845年开挖了池塘，1856年开辟了英国花园。1839年，他开始踏入芒什省的政界。
1894年，又增建了文艺复兴建筑风格的南楼。
1954年，一场大火蔓延到城堡的内部装饰、备用图表和亚历西斯·德·托克维尔的图书馆，收藏的2500件17、18世纪艺术品。

## 保护
1955年6月27日，该建筑列为法国历史遗迹加以保护。1965年9月24日。入口大厅、一楼的两个休息室和亚历西斯·德托克维尔的卧室都刻上了铭文。.

Éléments protégés
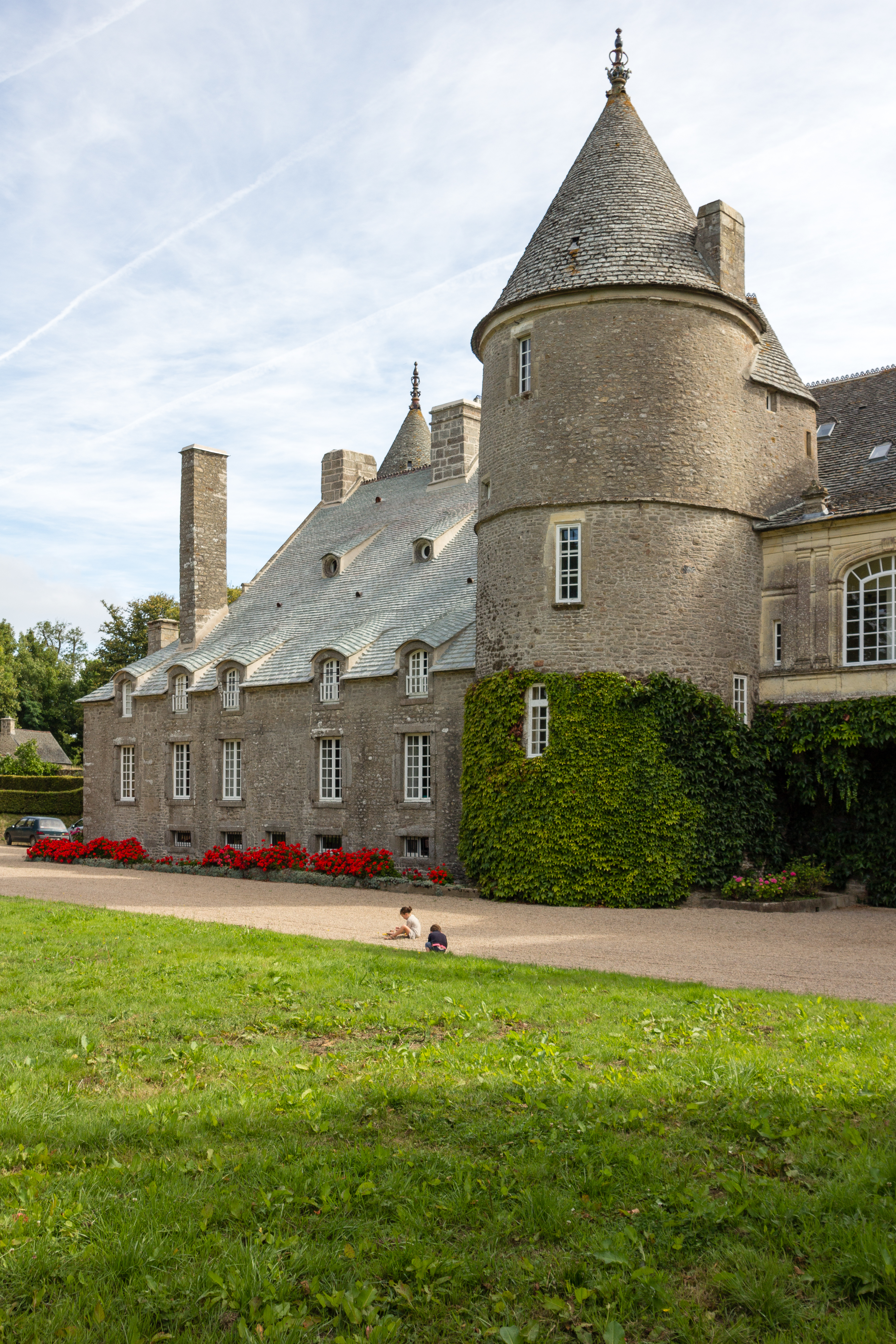
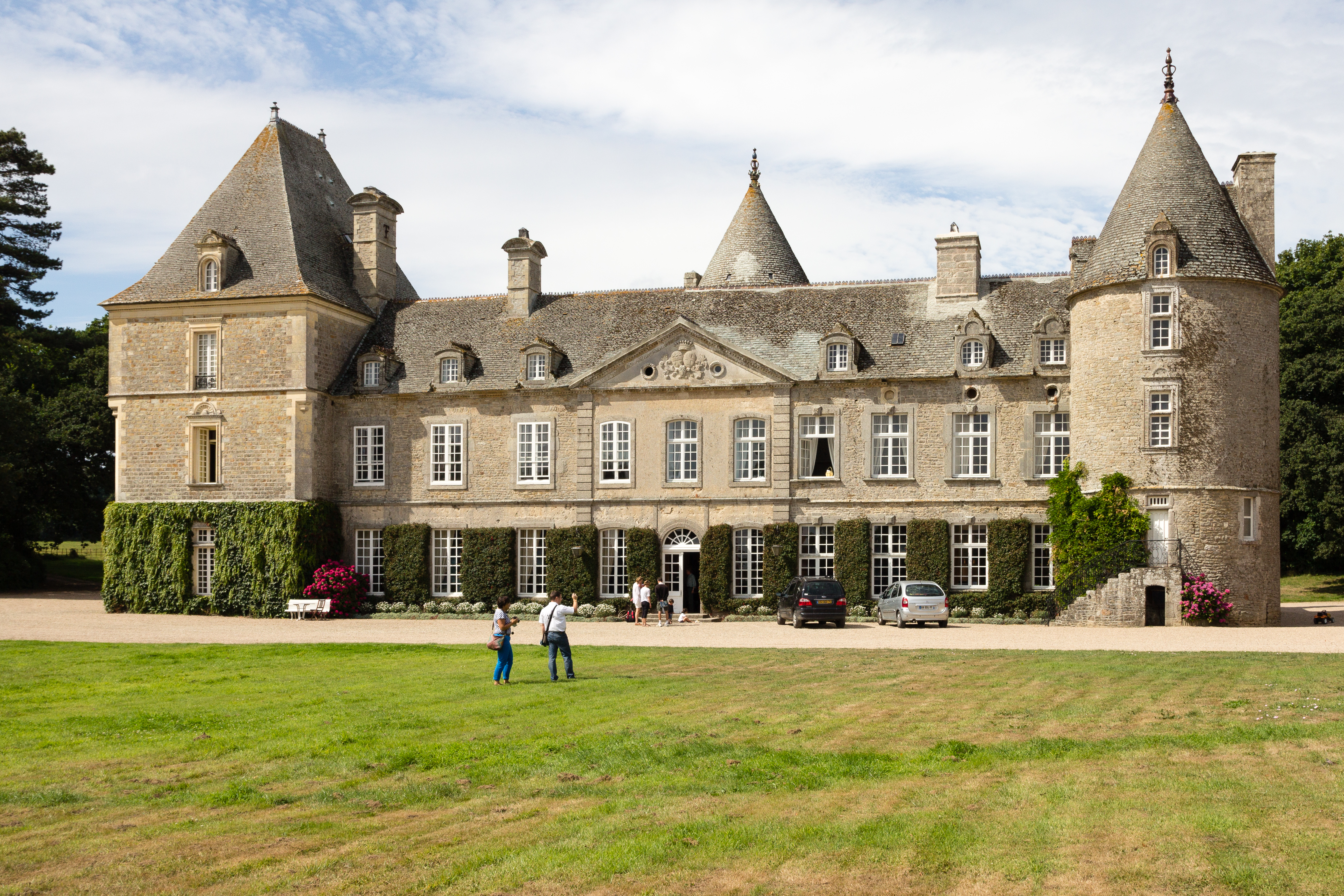
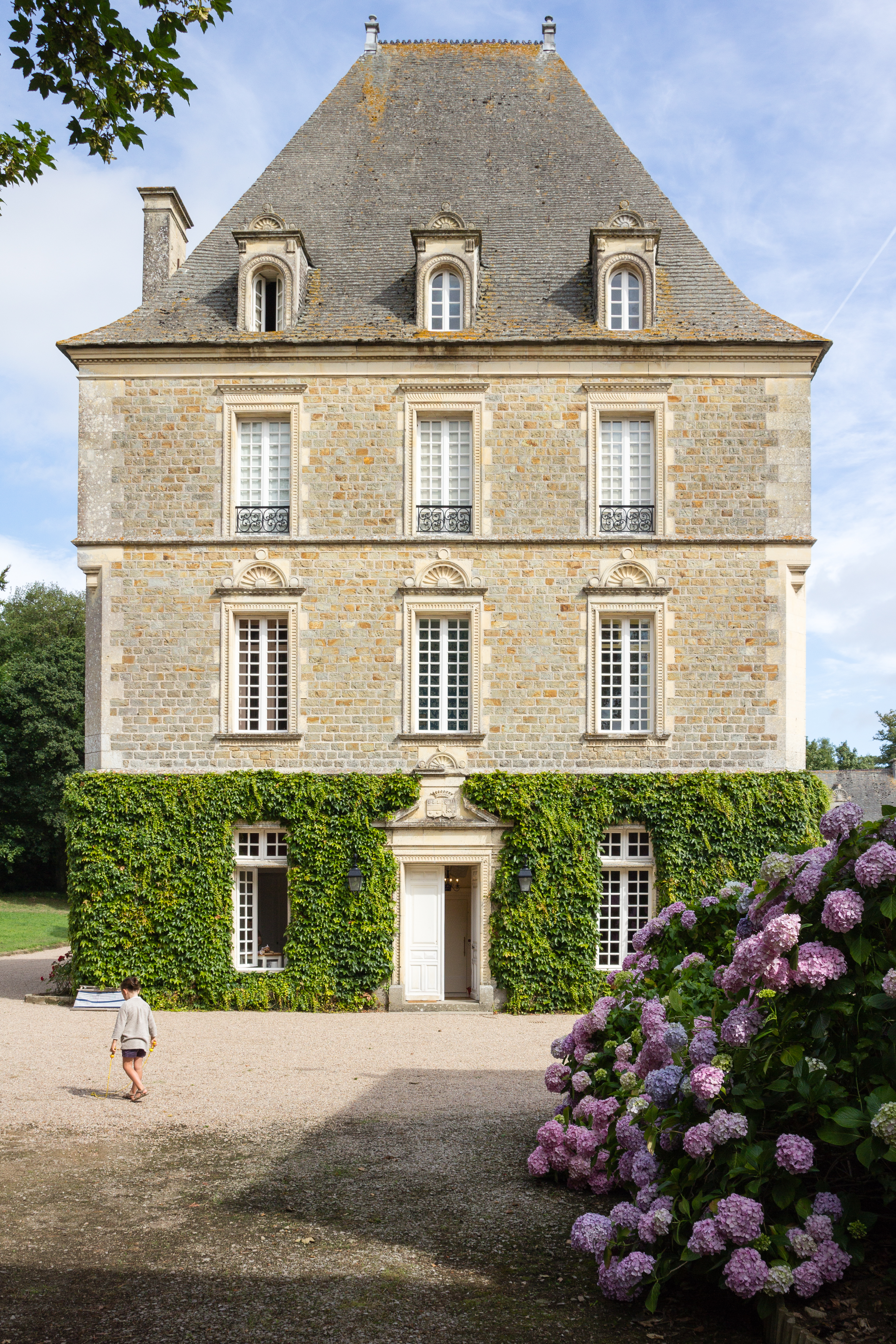
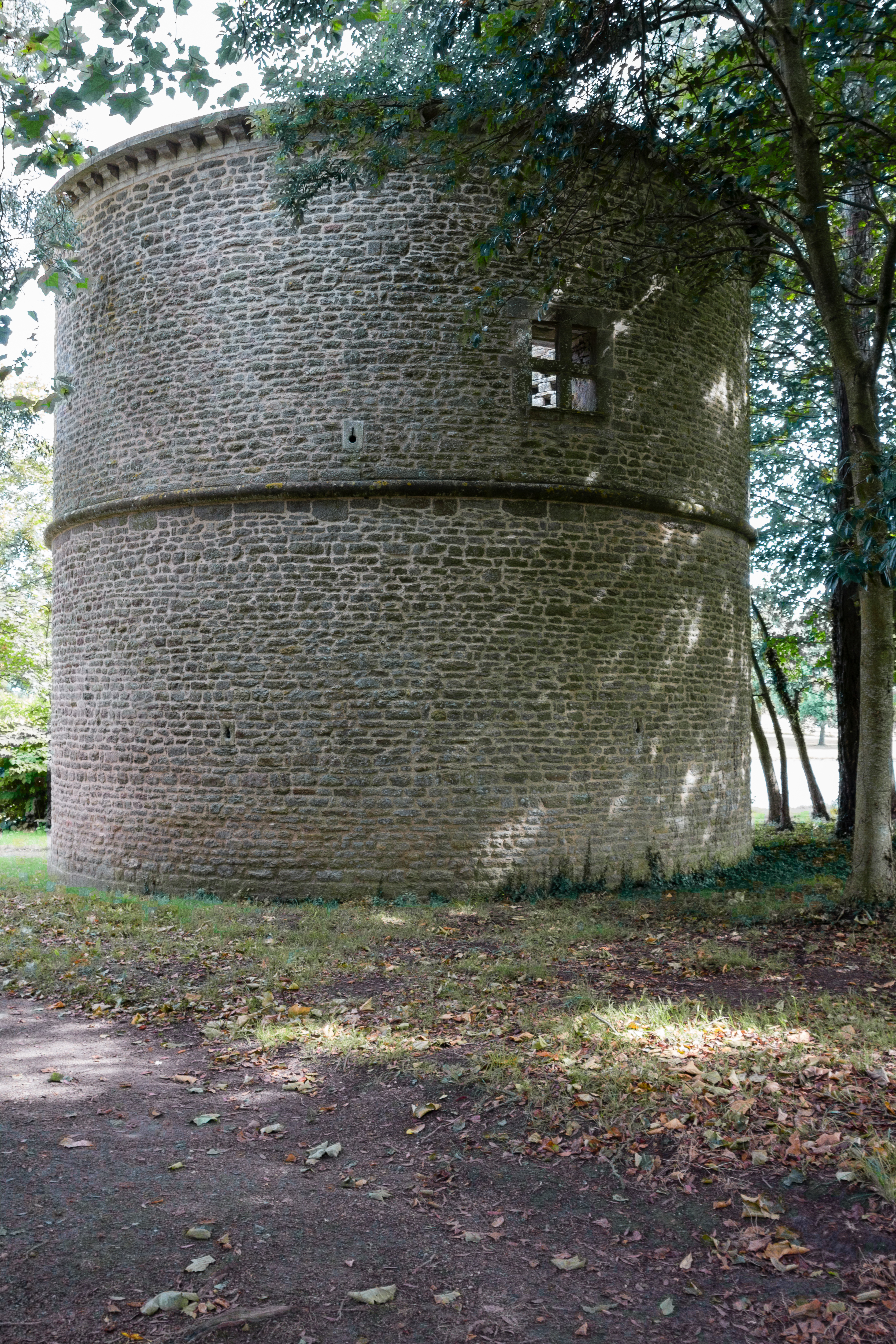
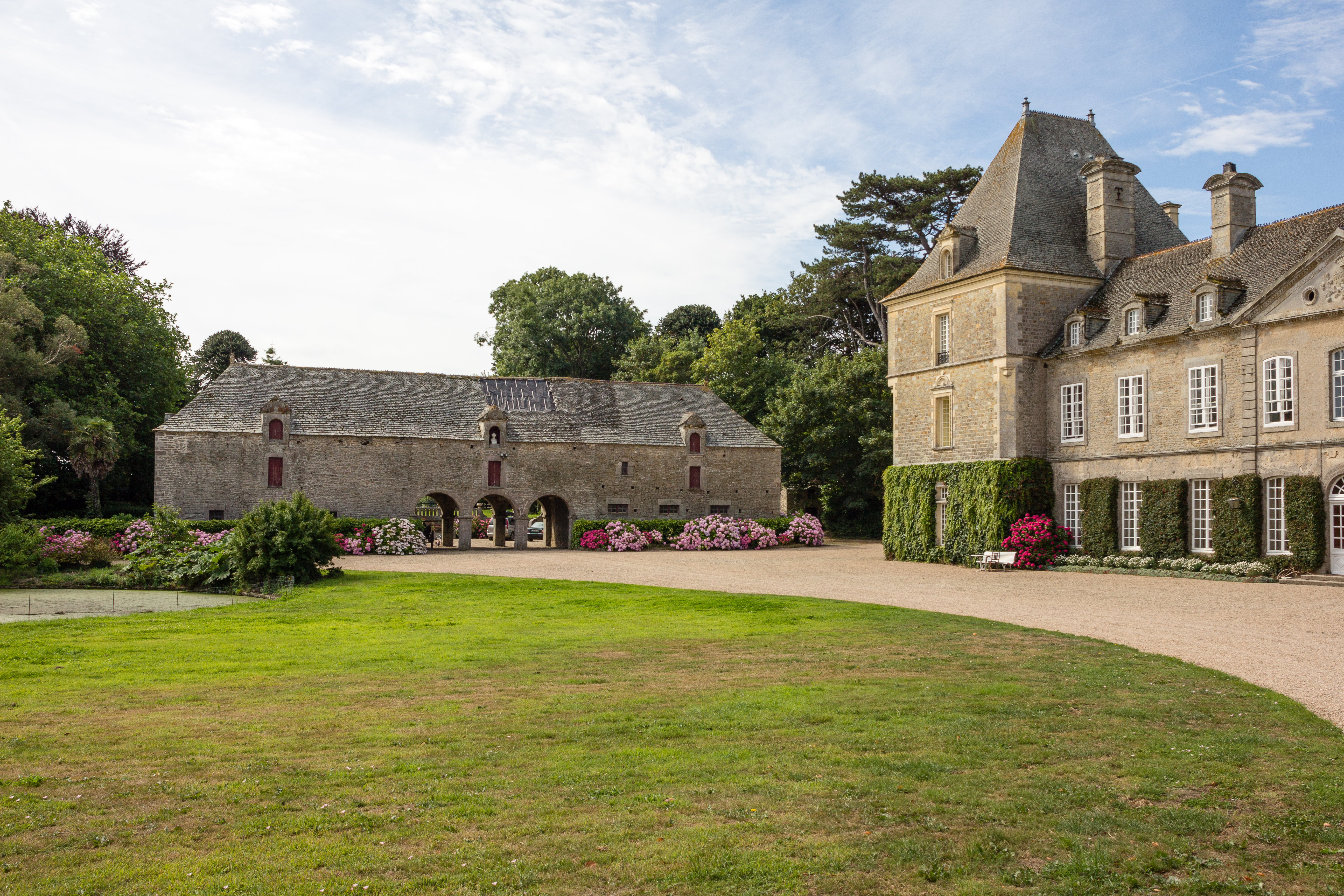
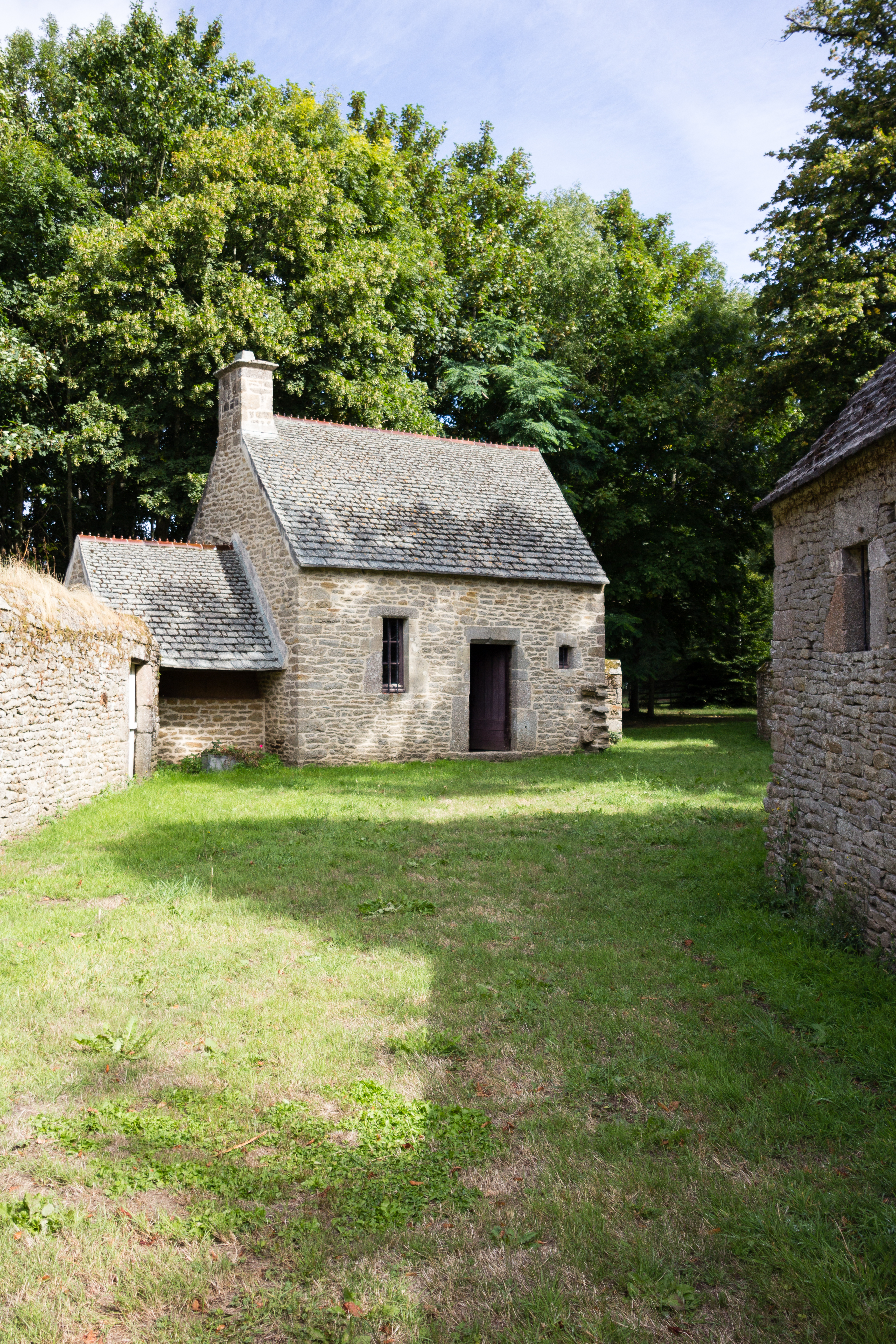